# Old '67
Old '67 è un brano composto e interpretato dall'artista britannico Elton John; il testo è di Bernie Taupin.

## Il brano
Proveniente dal concept album del 2006 The Captain and the Kid (ne costituisce la nona traccia), è un pezzo dalle chiare sonorità acustiche; Elton suona il pianoforte ed è accompagnato dalla sua Elton John Band (formata da Davey Johnstone, Nigel Olsson, Bob Birch, Guy Babylon e John Mahon). Il testo di Bernie (letteralmente, il titolo significa Vecchio '67, e si riferisce all'anno del suo incontro con Elton) parla della riappacificazione tra i due; ecco come descrive la canzone Paolo Gallori: "Dopo il dolore, la riconciliazione. In 'Old '67' Bernie Taupin dipinge il rilassato faccia a faccia con Elton John che portò alla rinascita del loro sodalizio. Un appuntamento nella casa della popstar nel Sud della Francia, uno sguardo al passato, ai meravigliosi giorni vissuti all'epoca del primo 'Captain Fantastic', il rinnovato impegno a continuare a creare senza cedere a compromessi mercantilistici. Elton John è splendido al pianoforte e al canto, la melodia decolla sulle armonie vocali e sui glissati della chitarra di Davey Johnstone, Bernie Taupin infila nel testo la celebre linea di 'Your Song': "It's a little bit funny..."".
Old '67 ha ricevuto apprezzamenti da parte della critica, così come l'intero album di provenienza.